# Пелагонія
41°00′ пн. ш. 21°21′ сх. д. / 41° пн. ш. 21.35° сх. д.

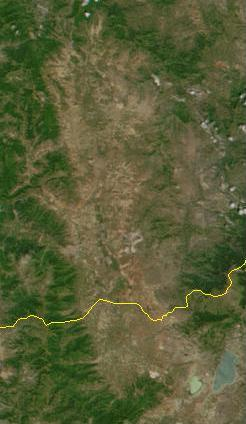
Супутниковий знімок Пелаґонії, жовтим показано державний кордон Північної Македонії та Греції

Пелаґонія або Пелагонія (мак. Пелагонија, грец. Πελαγονíα) — нині назва найбільшої котловини в історико-географічній області Македонія, яка нині поділена між двома європейськими державами: Північною Македонією та Грецією.

## Історія
В античну добу Пелаґонія — назва регіону у складі Македонського царства, обмеженого на півночі Дарданією, Іллірією — на північному заході, Пеонією — на сході та Лінкестією — на півдні та південному заході. Область населяли племена фрако-іллірійців, пелогійців, пеонійців, а близько 1900 до н. е. — ахейці та еолійці. Більшість дослідників вважає Пелагонією колискою мікенських племен. Страбон згадує Пелаґонію, називаючи її Триполітією, маючи на увазі три прадавніх поліси Пелагонії. Крім того у вересні 1259 року відбулась Пелагонійська битва між Нікейською імперією, Епірським деспотатом, Сицилією та Ахейським князівством.

## Географія
Пелаґонія — це котловина, яка об'єднує три долини: Прилепське поле, Бітольське поле (у складі Північної Македонії), а також Леринське поле у складі Грецької республіки. В межах Пелаґонії нині розвиваються македонські міста Бітола та Прілеп, а також грецьке місто Флорина. Через Пелаґонію проходить державний кордон між двома респіблками Меджитлія—Нікі.

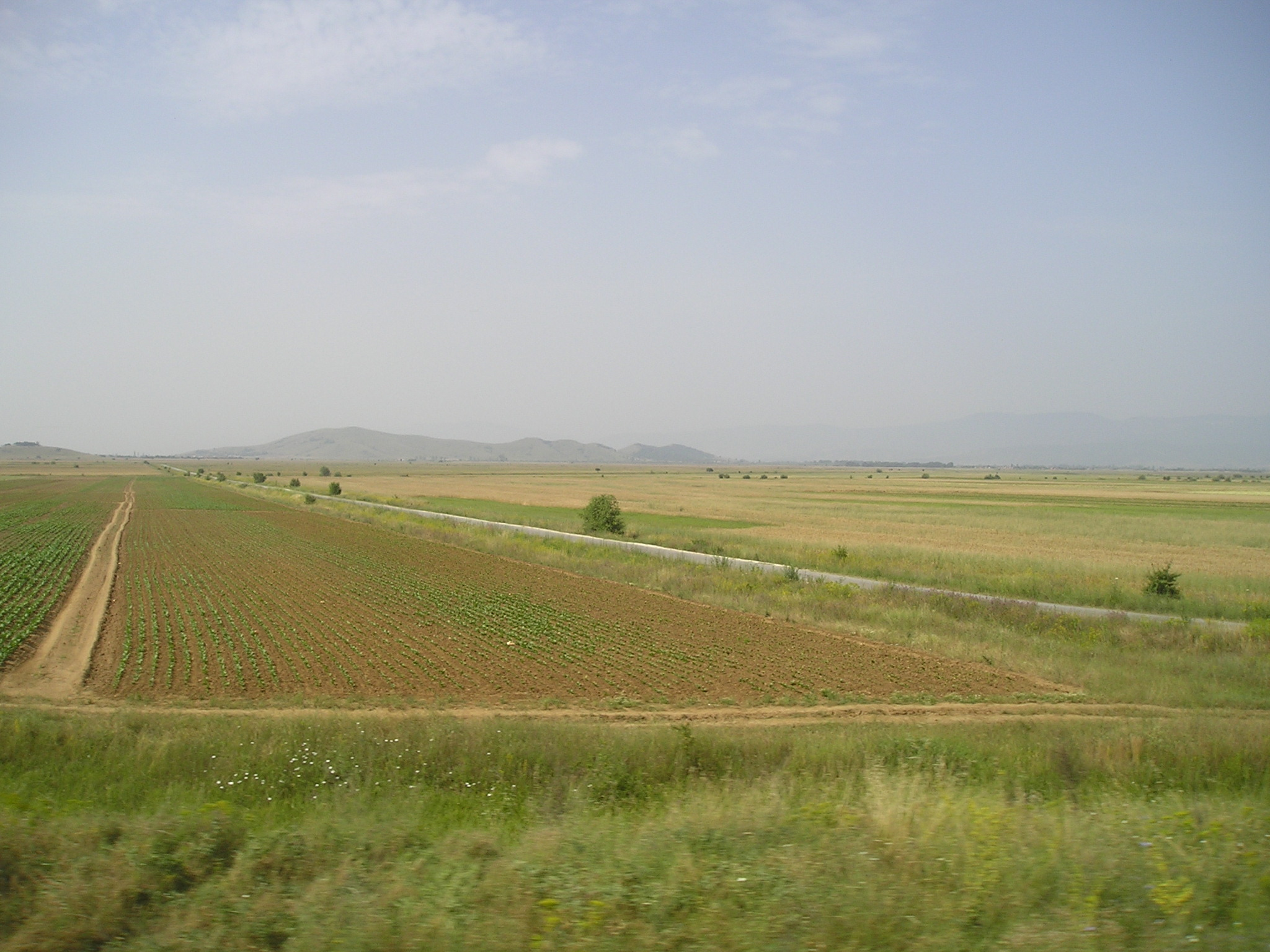
Прилепське поле - північна частина Пелаґонії
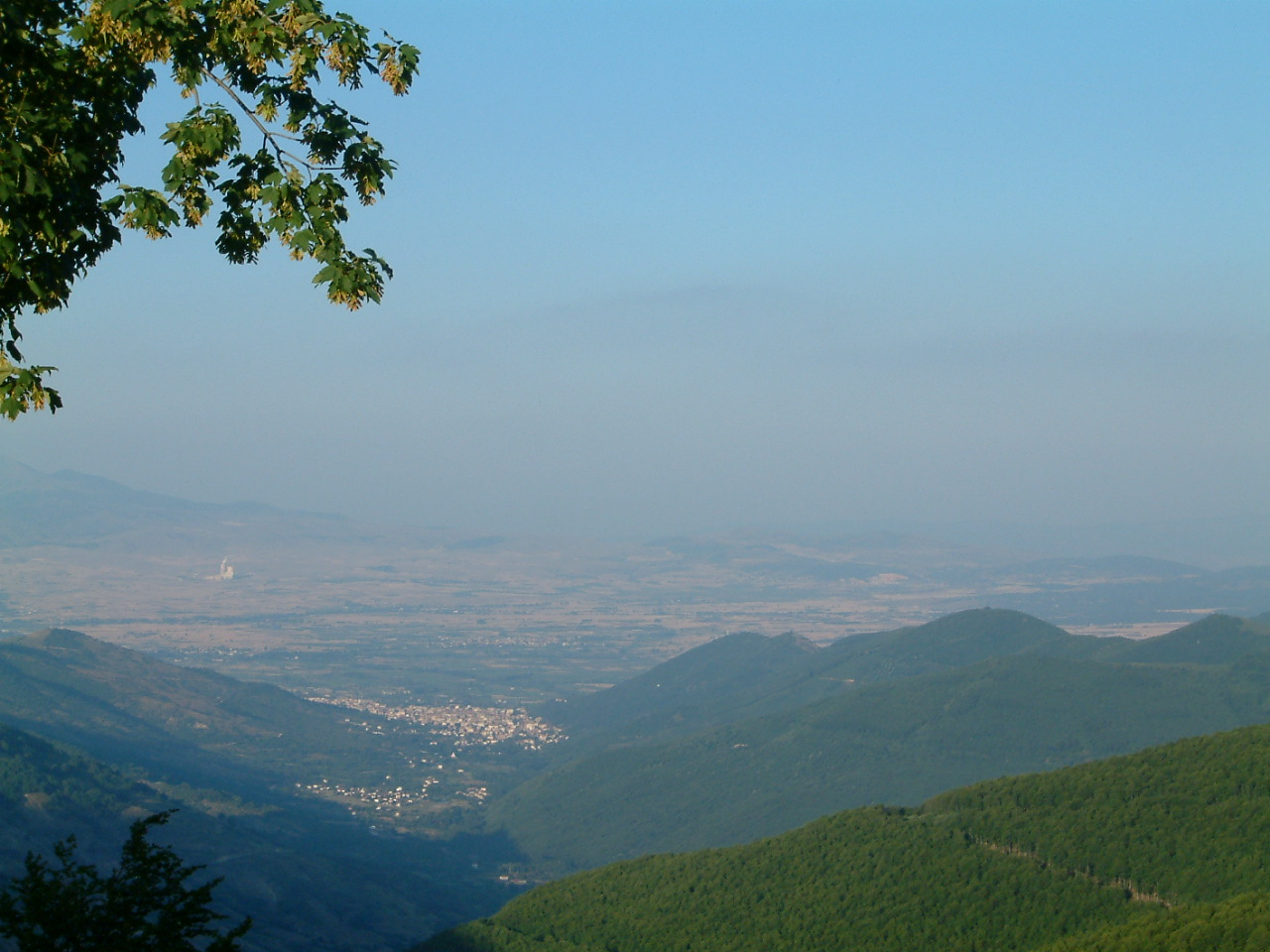
Місто Флорина Леринське поле - південна частина Пелаґонії
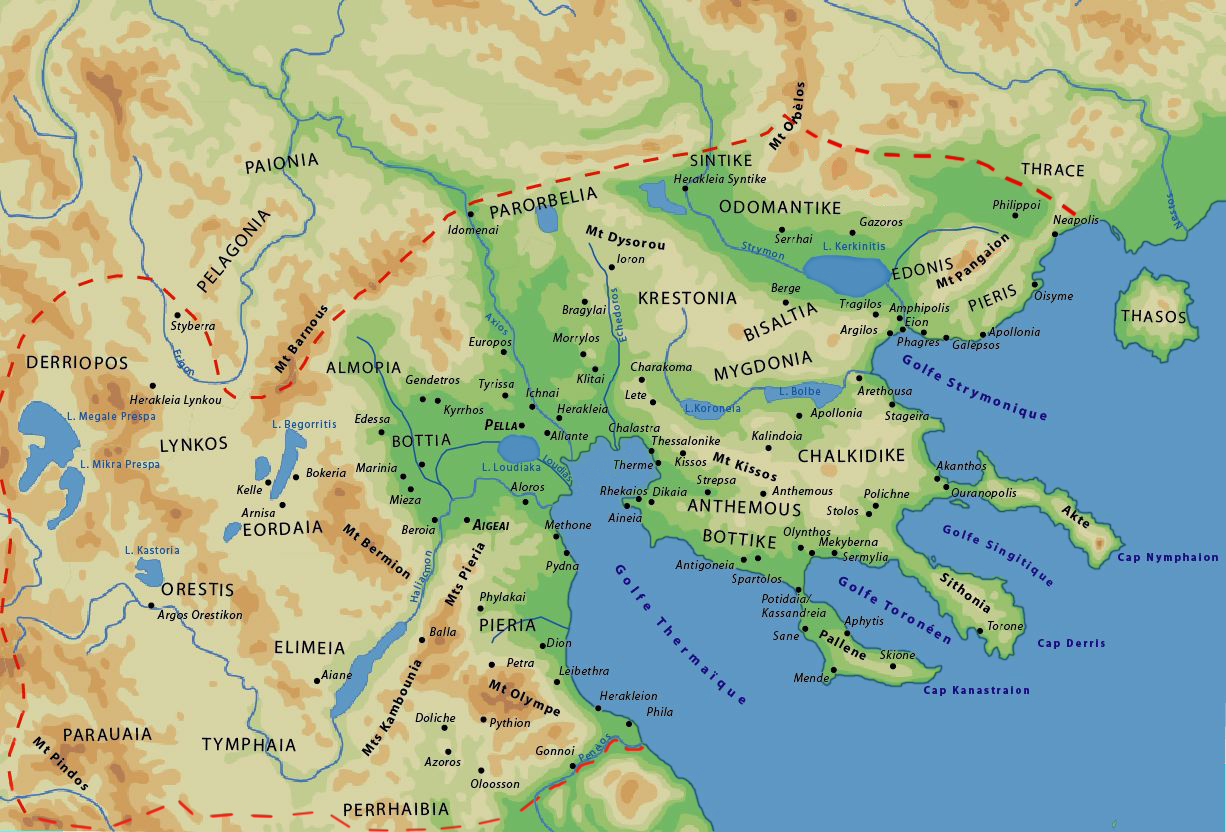
Пелаґонія у складі Македонського царства
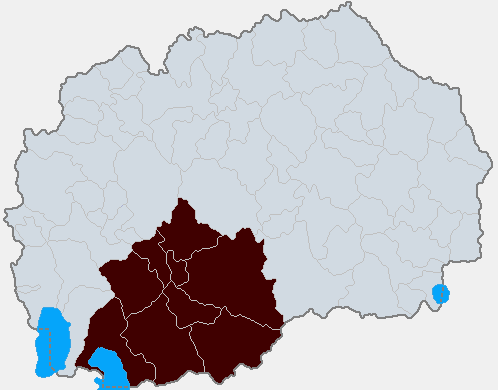
Регіон Пелаґонія у складі Північної Македонії